# Trevélez
Trevélez est une commune située dans la province de Grenade de la communauté autonome d'Andalousie en Espagne.

## Géographie

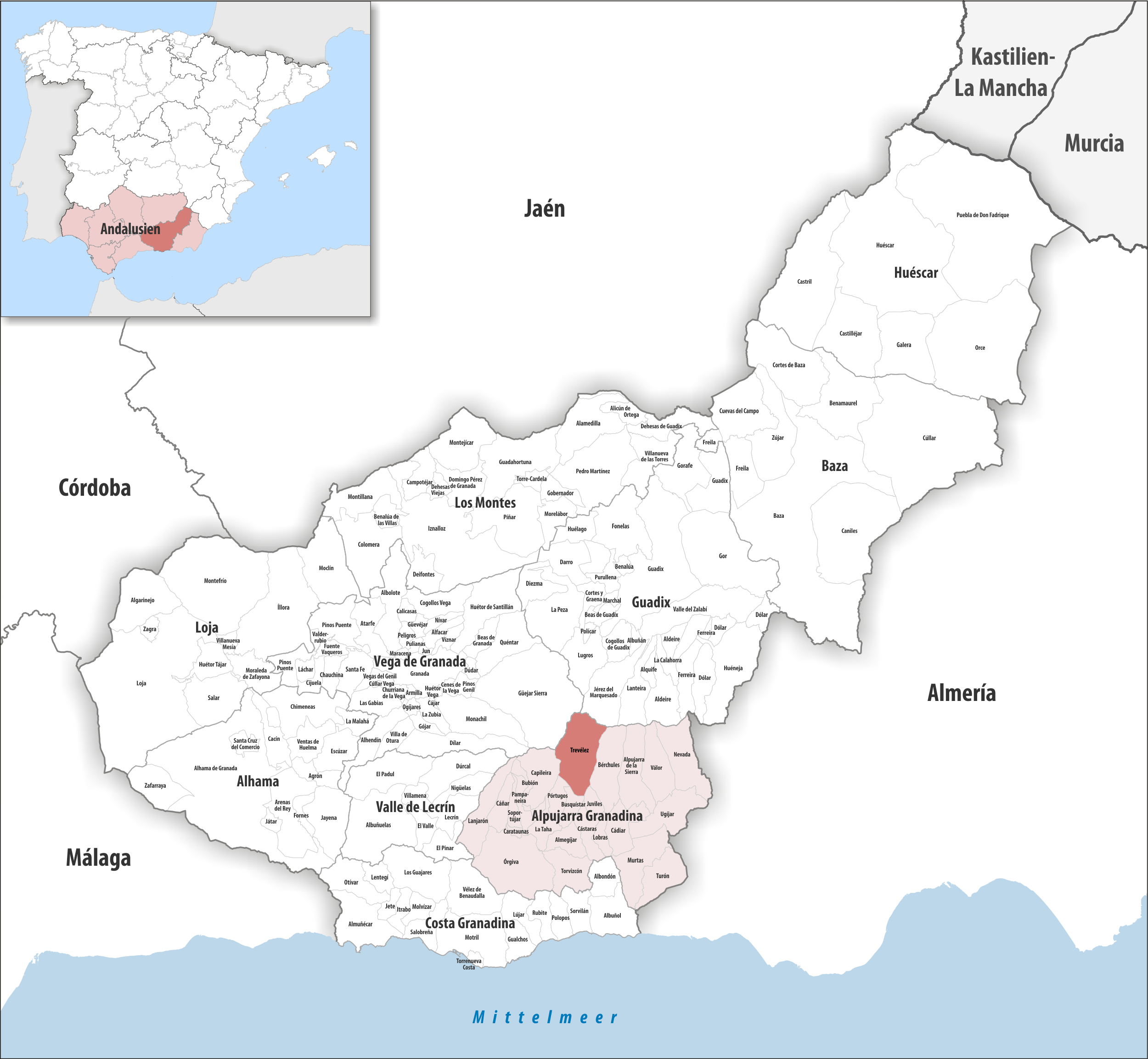
Trevélez dans la comarque Alpujarra grenadine, province de Grenade / en Andalousie

### Localisation
La commune de Trevélez se trouve au sud-sud-est de l'Espagne, dans le sud de la province de Grenade et dans le nord de la comarque Alpujarra grenadine (en espagnol Alpujarra Granadina).
Grenade est à 100 km nord-ouest ;
Madrid à 532 km nord ;
Malaga à 151 km ouest ;
Gibraltar à 289 km sud-ouest (distances par route).

### Généralités
La commune a une superficie de 91 km2.[réf. nécessaire]
La pointe ouest de la commune touche le sommet du Mulhacén, plus haut sommet d'Espagne à 3 479 m d'altitude – cette montagne est partagée avec Capileira et Güéjar-Sierra.
Le Barrio Alto, à la sortir du bourg au nord-ouest, est à environ 1 750 m d'altitude.[réf. nécessaire]
Le cours d'eau Trévélez (es), affluent du Guadalfeo, prend source sur la commune et s'écoule vers le sud. Le bourg se trouve du côté de sa rive droite (à l'ouest).
Hormis la vallée du cours d'eau Trevélez depuis environ 3 km au nord du bourg jusqu'à la limite sud de la commune, tout le reste du territoire communal est dans le parc national de la sierra Nevada.

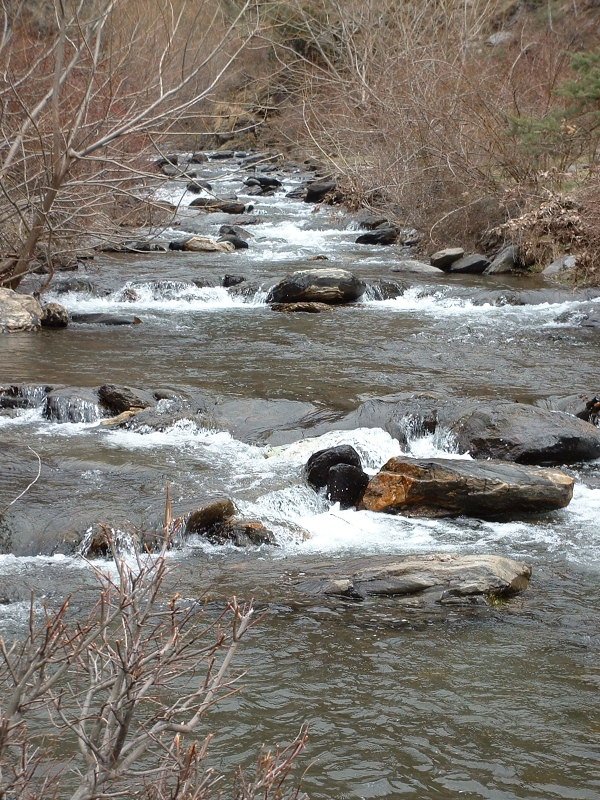
Le Trévélez (es) en amont du village de Trelévez
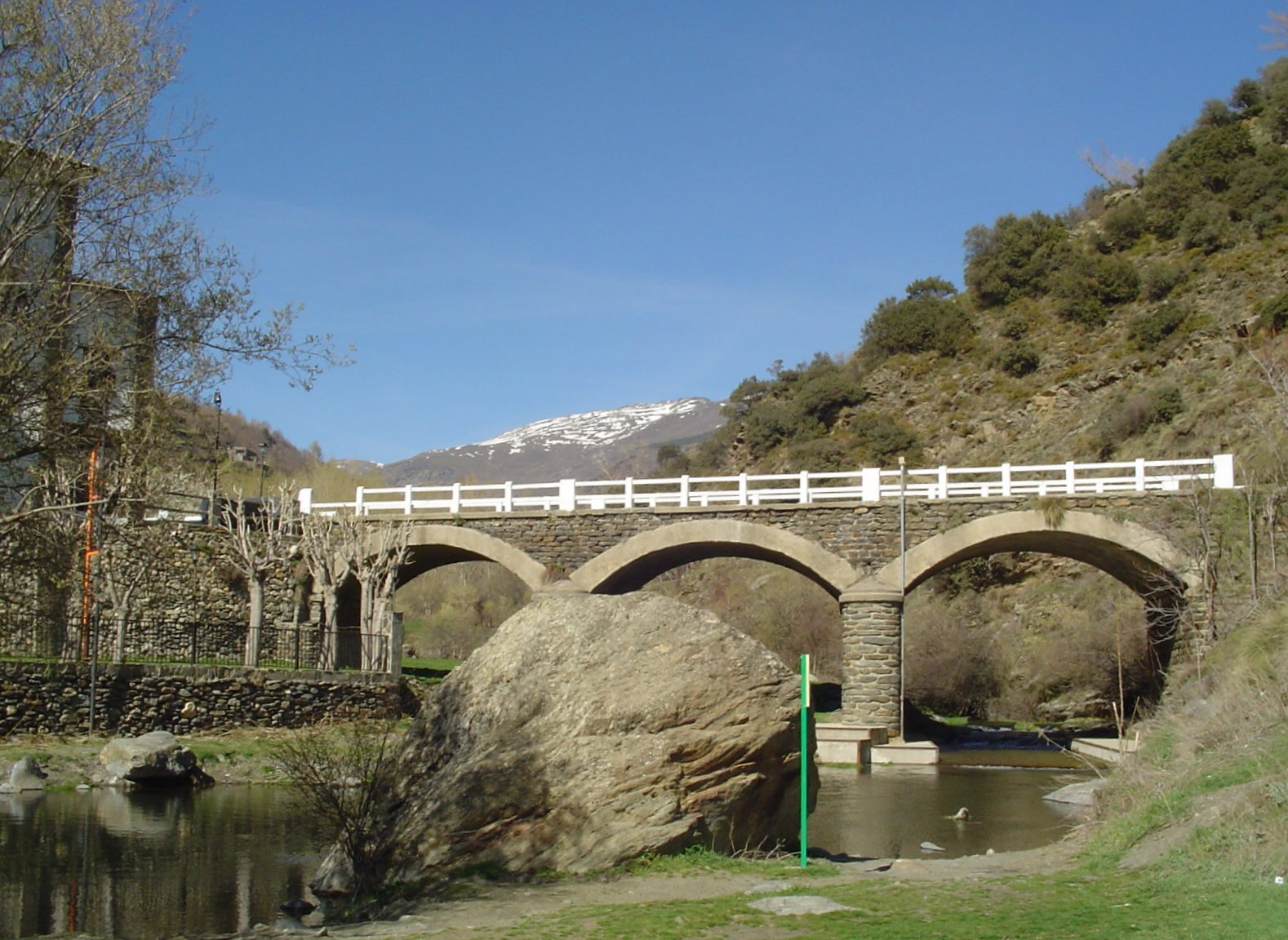
Le Trévélez (es) et le pont de la A-4132 à l'est du village de Trelévez

## Histoire
Le nom de Trevélez serait tiré de ses fondateurs, les trois frères Velez, qui auraient chacun fondé un village à flanc de montagne[réf. nécessaire], trois quartiers (en espagnol barrios) dénommés de bas en haut Barrio Bajo, Barrio Medio et Barrio Alto, (en espagnol "bajo", "medio" et "alto" signifient respectivement "bas", "moyen", et "haut").

## Culture
Trevélez est connue pour la qualité de ses jambons, due à l'extrême sécheresse de l'air.